# Villard-Reculas
Villard-Reculas ist eine französische Gemeinde mit 70 Einwohnern (Stand: 1. Januar 2022) im Département Isère in der Region Auvergne-Rhône-Alpes (vor 2016 Rhône-Alpes). Sie gehört zum Arrondissement Grenoble und zum Kanton Oisans-Romanche. Die Bewohner werden Villarais genannt.

## Geographie
Die Gemeinde Villard-Reculas liegt am Nordwestende des Alpenmassivs Oisans auf einem Hochplateau, 700 Meter über dem Tal der Romanche und etwa 25 Kilometer ostsüdöstlich von Grenoble. Umgeben wird Villard-Reculas von den Nachbargemeinden Oz im Norden, Huez im Osten sowie Le Bourg-d’Oisans im Süden und Westen.

## Bevölkerungsentwicklung
| Jahr                       | 1962 | 1968 | 1975 | 1982 | 1990 | 1999 | 2006 | 2012 | 2021 |
| -------------------------- | ---- | ---- | ---- | ---- | ---- | ---- | ---- | ---- | ---- |
| Einwohner                  | 34   | 23   | 14   | 15   | 52   | 57   | 63   | 62   | 65   |
| Quellen: Cassini und INSEE |      |      |      |      |      |      |      |      |      |

## Sehenswürdigkeiten
- Kirche Saint-Jean-Baptiste
- Friedhofskapelle Saint-Antoine

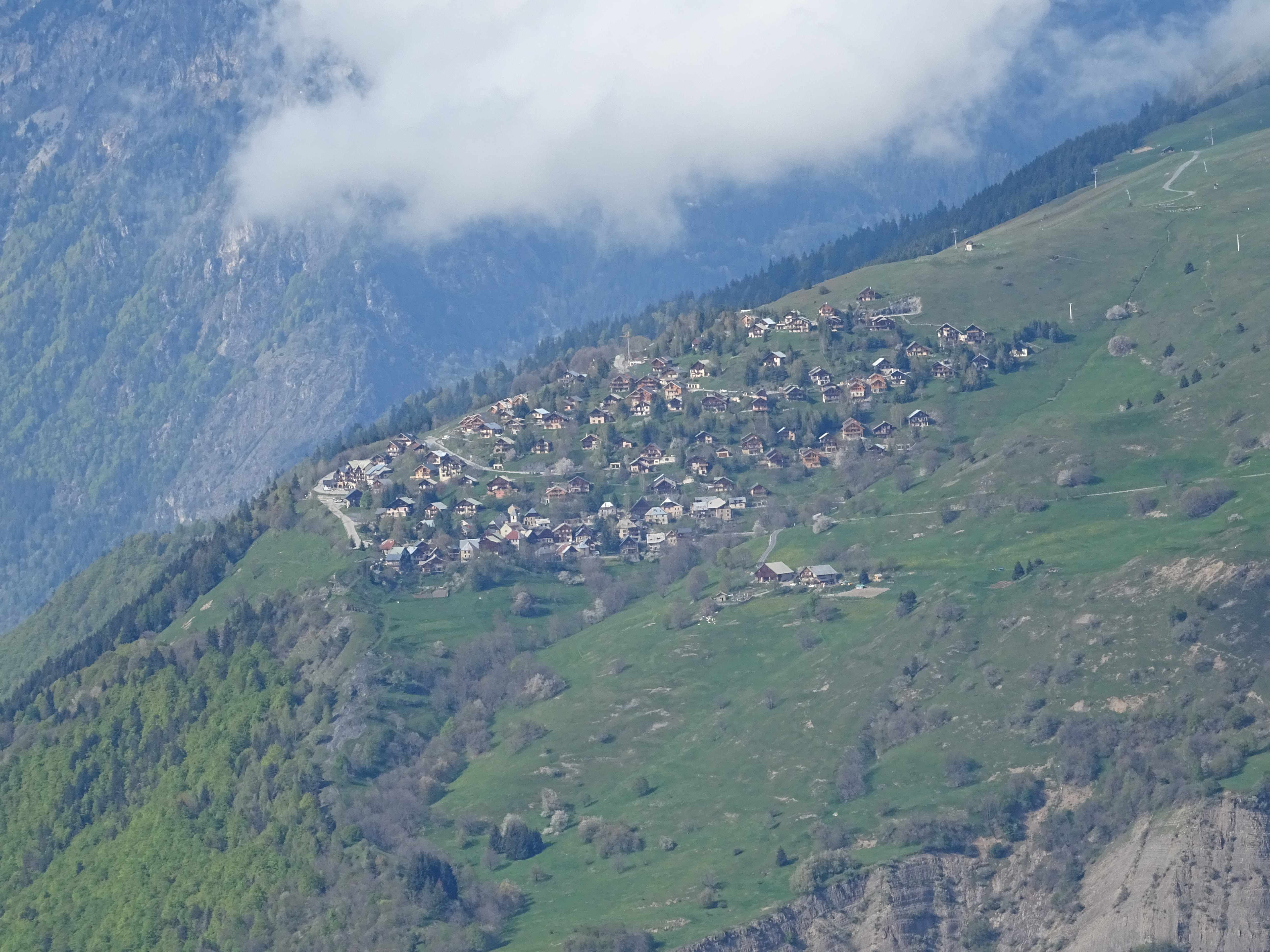
Ortsansicht Sommer
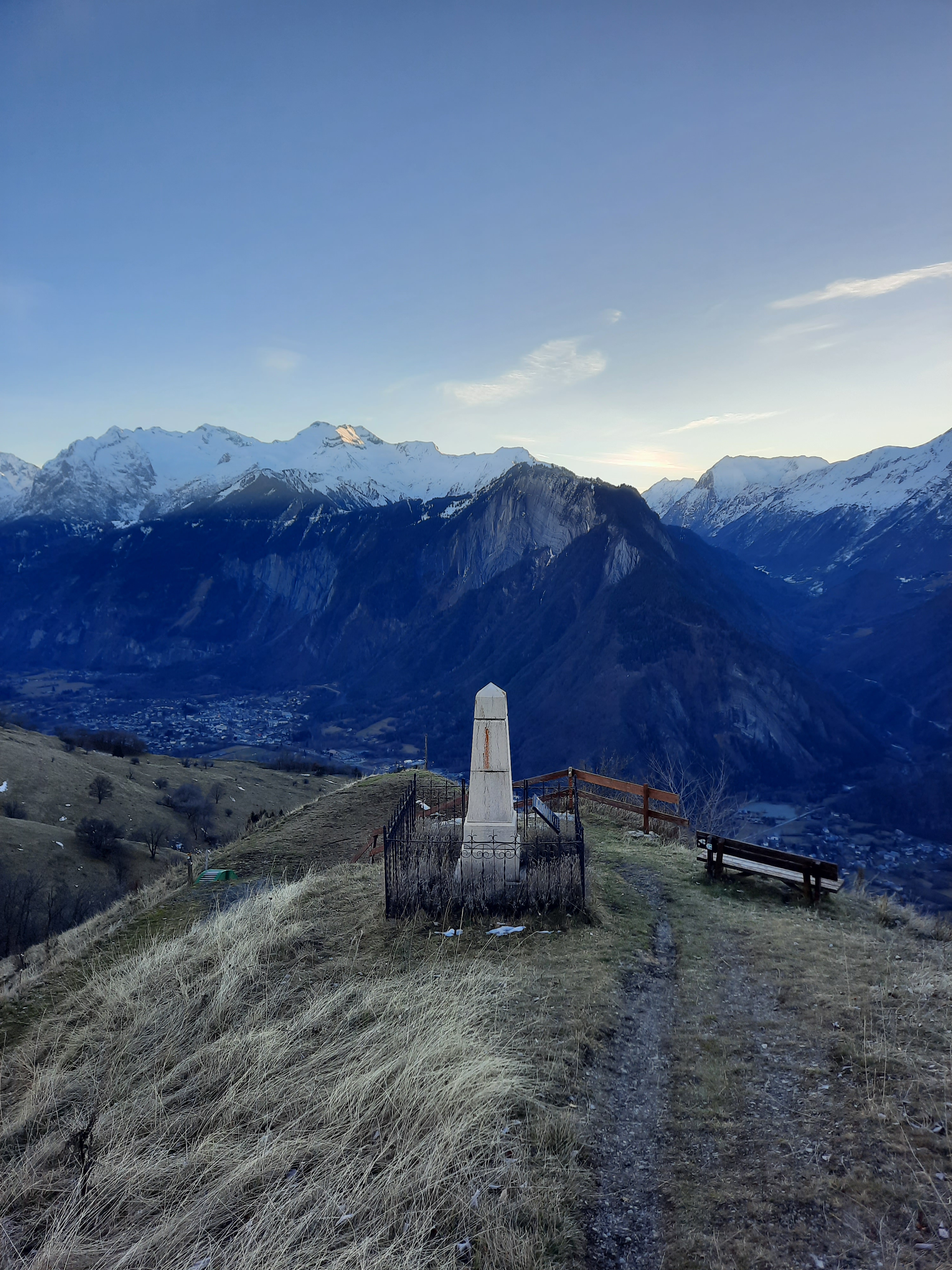
Gefallenendenkmal